# Steinfurt (Stolberg)
Steinfurt ist ein nördlicher Stadtteil von Stolberg (Rheinland) in der Städteregion Aachen. Er liegt zwischen dem Propsteier Wald und dem Donnerberg und bildet einen Doppelortsteil mit Velau. Die mittlere Höhe beträgt 180 Meter über NN. Durch Steinfurt verläuft die dort parallel zur Inde verlaufende Landesstraße L 238. An der Stadtgrenze zu Eschweiler liegt zwischen Inde und L 238 die gleichnamige Kläranlage, in der seit 2007 auch die Abwässer des Saubachs geklärt werden, der durch die einfließenden Ausspülungen des Vegla-Polders und der Abraumhalde der ehemaligen Kali-Chemie in der Atsch erheblich belastet ist (Gewässergüteklasse IV).
In Steinfurt befindet sich die gleichnamige ehemalige Zinkhütte.
Seit Anfang der 1990er Jahre gibt es in der Steinfurt ein Gewerbegebiet. Eine Straße („Steinfurt“ bzw. „Obere Steinfurt“) verbindet die L 238 an dieser Stelle über den Donnerberg mit der Oberstolberger Umgehung.
Am 1. Januar 1935 kam Steinfurt von Eschweiler zu Stolberg. Die dortige Stadtgrenze ist seitdem mehrere Male leicht geändert worden.
Nahbei das Naturschutzgebiet Heidegebiet Steinfurt (ACK-034) und die Donnerberg-Kaserne
Die nächste Autobahnanschlussstelle ist Eschweiler-West der A 4. Der nächste Bahnhof ist Stolberg Hbf.
Die AVV-Buslinie 8 der ASEAG verbindet Steinfurt mit Stolberg-Mitte, Pumpe-Stich und Eschweiler-Mitte.
| Linie | Verlauf |
| ----- | --- |
| 8     | Zweifall – Münsterau – Vicht – Bernardshammer – Binsfeldhammer – Stolberg Altstadt – Stolberg Mühlener Bf – Velau – Steinfurt – Siedlung Waldschule – Pumpe-Stich – Röthgen – Talbahnhof/Raiffeisenplatz – Krankenhaus – Eschweiler Bushof |